# Greendale (Wisconsin)
Greendale – wieś w Stanach Zjednoczonych, w stanie Wisconsin, w hrabstwie Milwaukee.